# Kdeedu
El projecte KDE desenvolupa un programari destinat a l'educació el qual està a dins del paquet kdeedu.

## Llista de programes

### Llenguatge
- Kanagram - Un joc d'anagrames.
- KHangMan - Joc del penjat.
- Kiten - Eina d'aprenentatge/referència de Japonès.
- KLettres - Ajuda a memoritzar l'abecedari i posteriorment llegir algunes síl·labes de diversos idiomes.
- KVerbos - Aplicació especialment dissenyada per estudiar conjugacions de verbs espanyoles.
- KWordQuiz - Una eina que et permet aprendre nou vocabulari (reemplaça FlashKard).
- Parley

### Matemàtiques
- KAlgebra
- KBruch - Programa per generar tasques usant fraccions.
- Kig - Programa per explorar construccions geomètriques.
- KmPlot - Funcions matemàtiques.

### Miscel·lània
- blinKen - Versió en ordinador del joc Simon Says.
- KGeography - Un programa per l'aprenentatge de geografia.
- KTouch - Programa per aprendre a escriure a màquina.
- KTurtle - Entorn de programació educacional que usa el llenguatge de programació Logo.

### Ciència
- Kalzium - Mostra informació sobre la taula periòdica dels elements.
- KStars - Programa per aprendre astronomia.
- Marble
- Step

## Programes en desenvolupament
- Eqchem - Igualació d'equacions químiques.
- Kard - Un joc per millorar la memòria dels nens.
- KMathTool - Una col·lecció de calculadores.
- Kalcul - Un programa de testeig matemàtic.
- Cantor
- Rocs

## Programes antics
- KEduca - Programa per crear i revisar tests i exàmens a,b,c.
- KLatin - Eina d'aprenentatge de llatí
- KVocTrain - Un entrenador de vocabulari usant una aproximació de vocabulari.
- KPercentage - Petita aplicació matemàtica que ajuda als alumnes a millorar la seva facilitat en el càlcul de percentatges.